# Ильц, Антоний
Антоний Ильц (словен. Anton Ilc, муниципалитет Рыбница, 6 февраля 1923 год, Королевство сербов, хорватов и словенцев — 15 августа 1998 год, Словения) — митрофорный протопресвитер, католический священник византийского обряда, служивший в синодальной или российской традиции, принадлежал к Русскому апостолату в Зарубежье.

## Биография
Антоний Ильц родился в небольшом горном селе в 40 км от Любляны, Королевство сербов, хорватов и словенцев. В 1946 году по призыву кардинала Тиссерана поступил в «Руссикум». Антоний Ильц стал священником 25 декабря 1951 года, его рукополагал епископ Александр Евреинов. После завершения духовного образования в 1952 году Антоний Ильц был направлен на приходское служение. Первым опытом его пастырской работы была служба в одном из храмов шахтёрского городка Шарлеруа в валлонской части Бельгии, где он опекал около трёх тысяч итальянских рабочих.
Впервые Антоний Ильц познакомился с Ириной Посновой во время паломничества русских католиков в Рим в 1950 году, после чего он стал принимать участие в проводимых ею мероприятиях среди русских беженцев, бывших военнопленных, рабочих.
В хронике событий центра «Восточно-христианский очаг» и издательства «Жизнь с Богом» Антоний Ильц упоминается в связи с его участием в пасхальной поездке по лагерям русских перемещённых лиц в Германии в марте 1952 год. Постепенно Антоний Ильц стал сначала внештатным помощником, а затем в 1955 году получил официальное назначение в «„Foyer Oriental Chretien“» и стал непосредственным сотрудником и помощником И. Посновой в редакционно-издательских делах и в работе над журналом «Россия и Вселенская церковь».
В 1958 году в Брюсселе состоялась «Всемирная выставка», где советский павильон оказался рядом с ватиканским. По предложению И. Посновой в павильоне был устроен русский раздел, где всем желающим советским туристам бесплатно раздавали Евангелие на русском языке и молитвословы. В часовне при ватиканском павильоне отец Антоний Ильц ежедневно служил Божественную литургию на церковно-славянском языке. Отсюда начались непосредственные контакты с некоторыми советскими гражданами, продолжившиеся в посылке посредством почты литературы «Жизни с Богом» в СССР.
С 1962 года после смерти отца Станислава Тышкевича Антоний Ильц был назначен официальным цензором издаваемой литературы, а также настоятелем церкви византийско-славянского обряда в честь Благовещения Пресвятой Богородицы с юрисдикцией над греко-католиками в Бельгии (Nommé Recteur de l’Église Catholique russe de Belgique à Bruxelles), где прослужил более 40 лет. C 1963 его помощником стал священник Кирилл Козина. В 1970 году в связи с 25-летием деятельности издательства Святейший Отец наградил Антония Ильца правом ношения митры.
Первым самостоятельным проектом, к которому приступил Антоний Ильц стала подготовка к печати Нового Завета, затем он активно включился в процесс издания других книг и периодики.
С 1981 года Ильц стал посещать СССР в качестве туриста.
О своей работе священник писал:

«Во-первых, мы безусловно верили, что когда-нибудь, в один какой-нибудь день, это кончится и мы должны для этого времени приготовить литературу, прежде всего те книги, которые не устарели, классические. Когда в России наступит свобода, они в самое первое время заполнят духовный голод, пока Русская православная церковь сама начнёт печатать. И, во-вторых, всему нашему делу огромный толчок придала Всемирная выставка в Брюсселе 1958 г. Здесь воочию побывало 10-12 тысяч русских. Мы имели с ними прямой контакт, и мы воочию увидели духовную жажду у очень многих. Я помню, как плакала у меня одна женщина, которая просила у нас Евангелие, а у нас больше не было, всё было роздано, а она говорила: я ехала с единственной целью на Запад, чтобы найти здесь Евангелие».

Антоний Ильц курировал контакты с православными, он установил хорошие отношения с приходом РПЦ МП в Брюсселе. Местный русский православный епископ Александр (Немоловский) даже отсылал к отцу Антонию, обращавшихся к нему людей в случае смешанных православно-католических браков.
Ежегодно Антоний Ильц бывал в православном Свято-Сергиевском институте в Париже на совместных встречах, которые устраивал архимандрит Киприан (Керн) и бенедиктинец Дом Сезар из Лёвен, так же наладилось сотрудничество с монахами бенедиктинского аббатства в Шевтоне.
Антний Ильц скончался 15 августа 1998 года и был похоронен на фамильном кладбище в Словении.

## Архив
Отдельные документы личного и рабочего характера, связанные с Антонием Ильцем, хранятся в Архиве центра «Христианская Россия» (ит.: «Russia Cristiana») в Сериате, Италия, с которым при жизни он имел тесное сотрудничество. В письме от 19 декабря 1989 года Ильц писал основателю и президенту «Христианской России» Романо Скальфи:

Настоящим письмом разрешаю перепечатать (100 000 экземпляров) Нового Завета на русском языке, изданного нашим издательством «Жизнь с Богом» в 1965 г., разрешение выдано с обязательством сохранения издательской марки нашего издательства"